# Margattea remota
Margattea remota es una especie de cucaracha del género Margattea, familia Ectobiidae. Fue descrita científicamente por Hebard en 1933.
Habita en islas Marquesas.